# Ейрпорт-Драйв (Міссурі)
Ейрпорт-Драйв (англ. Airport Drive) — селище (англ. village) в США, в окрузі Джеспер штату Міссурі. Населення — 766 осіб (2020).

## Географія
Ейрпорт-Драйв розташований за координатами 37°8′26″ пн. ш. 94°30′58″ зх. д. / 37.14056° пн. ш. 94.51611° зх. д. (37.140545, -94.516193).  За даними Бюро перепису населення США в 2010 році селище мало площу 5,19 км², уся площа — суходіл.

### Клімат
| Клімат : Ейрпорт-Драйв | Клімат : Ейрпорт-Драйв | Клімат : Ейрпорт-Драйв | Клімат : Ейрпорт-Драйв | Клімат : Ейрпорт-Драйв | Клімат : Ейрпорт-Драйв | Клімат : Ейрпорт-Драйв | Клімат : Ейрпорт-Драйв | Клімат : Ейрпорт-Драйв | Клімат : Ейрпорт-Драйв | Клімат : Ейрпорт-Драйв | Клімат : Ейрпорт-Драйв | Клімат : Ейрпорт-Драйв | Клімат : Ейрпорт-Драйв |
| Показник               | Січ.                   | Лют.                   | Бер.                   | Квіт.                  | Трав.                  | Черв.                  | Лип.                   | Серп.                  | Вер.                   | Жовт.                  | Лист.                  | Груд.                  | Рік                    |
| Середній максимум, °C  | 5,0                    | 8,9                    | 13,9                   | 20,0                   | 23,9                   | 28,9                   | 31,7                   | 30,6                   | 26,7                   | 20,6                   | 12,8                   | 7,8                    | 18,9                   |
| Середній мінімум, °C   | −4,4                   | −2,2                   | 1,7                    | 7,8                    | 12,8                   | 17,8                   | 20,0                   | 18,9                   | 15,0                   | 8,9                    | 1,7                    | −2,2                   | 7,8                    |
| Норма опадів, мм       | 46                     | 58                     | 84                     | 102                    | 119                    | 137                    | 79                     | 99                     | 127                    | 94                     | 81                     | 66                     | 1090                   |
| ---------------------- | ---------------------- | ---------------------- | ---------------------- | ---------------------- | ---------------------- | ---------------------- | ---------------------- | ---------------------- | ---------------------- | ---------------------- | ---------------------- | ---------------------- | ---------------------- |
| Джерело: Weatherbase   |                        |                        |                        |                        |                        |                        |                        |                        |                        |                        |                        |                        |                        |

## Демографія
Згідно з переписом 2010 року, у селищі мешкало 698 осіб у 300 домогосподарствах у складі 203 родин. Густота населення становила 135 осіб/км².  Було 312 помешкання (60/км²).
Расовий склад населення:
| - 95,7 % — білих - 1,7 % — корінних американців - 0,6 % — азіатів |

До двох чи більше рас належало 1,9 %. Частка іспаномовних становила 3,4 % від усіх жителів.
За віковим діапазоном населення розподілялося таким чином: 20,2 % — особи молодші 18 років, 60,5 % — особи у віці 18—64 років, 19,3 % — особи у віці 65 років та старші. Медіана віку мешканця становила 43,6 року. На 100 осіб жіночої статі у селищі припадало 94,4 чоловіків;  на 100 жінок у віці від 18 років та старших — 90,8 чоловіків також старших 18 років.
Середній дохід на одне домашнє господарство  становив 73 873 долари США (медіана — 66 250), а середній дохід на одну сім'ю — 85 713 долари (медіана — 77 750). Медіана доходів становила 51 458 доларів для чоловіків та 30 000 доларів для жінок. За межею бідності перебувало 5,9 % осіб, у тому числі 1,9 % дітей у віці до 18 років та 1,9 % осіб у віці 65 років та старших.
Цивільне працевлаштоване населення становило 506 осіб. Основні галузі зайнятості: освіта, охорона здоров'я та соціальна допомога — 22,3 %, виробництво — 13,8 %, роздрібна торгівля — 12,5 %.